# 失われた想い出
『失われた想い出』（仏: Souvenirs perdus）は、1950年に公開されたフランスの映画。4つの短編作品（「ヴァイオリン」「オシリスの小像」「霊安室の花輪」「毛皮のネクタイ」）から構成されたオムニバス映画である。監督はクリスチャン＝ジャック。出演はベルナール・ブリエやイヴ・モンタン、ジェラール・フィリップなど。
日本では劇場未公開だが、1965年10月14日にフジテレビの『テレビ名画座』にてテレビ初放送され、再放送も行われた。

## キャスト
※日本語吹き替えはテレビ版。

### 「ヴァイオリン」
- 警官のラウール: ベルナール・ブリエ
- ストリートシンガーのラウール: イヴ・モンタン
- 宝くじの売り手: レオンス・コルヌ（フランス語版）
- 食料品店のソランジュ: ジルベルト・ジェニア（フランス語版）

### 「オシリスの小像」
- フィリップ: ピエール・ブラッスール
- フローレンス: エドヴィージュ・フィエール（フランス語版）

### 「霊安室の花輪」
- スージー・ヘネベイ: シュジー・ドレール（フランス語版）
- ジャン＝ピエール・ドゥラグランジュ: フランソワ・ペリエ
- 執事: アルマン・ベルナール（フランス語版）
- デラグランジュ夫人: ヨランド・ラフォン（フランス語版）

### 「毛皮のネクタイ」
- ダニエル: ダニエル・ドロルム（フランス語版）
- ジェラール・ド・ナルセイ: ジェラール・フィリップ（吹替: 露口茂）

## スタッフ
- 監督: クリスチャン＝ジャック
- 製作: フランコ・クリスタルディ
- 原案: ジャック・コンパネーズ（フランス語版）
- 脚本: アンリ・ジャンソン（フランス語版）、ジャック・プレヴェール、ピエール・プレヴェール（フランス語版）、ピエール・ヴェリー（フランス語版）
- 翻案: クリスチャン＝ジャック、ジャック・コンパネーズ
- 台詞: ベルナール・ジンメル（フランス語版）
- 撮影: クリスチャン・マトラ（フランス語版）
- 編集: ジャック・デサグノー（フランス語版）
- 音楽: ジョゼフ・コズマ